# 安井琢磨
安井 琢磨（やすい たくま、1909年4月1日 - 1995年12月17日）は、日本の経済学者。学位は、経済学博士（1953年）。大阪大学名誉教授、東北大学名誉教授。大阪府大阪市生まれ。「日本のサミュエルソン」とも呼ばれる。

## 略歴
- 1931年：東京帝国大学経済学部経済学科卒業
- 1931年：東京大学経済学部助手
- 1939年：東京大学経済学部助教授
- 1944年：東北大学法文学部教授（1948年、大阪大学法文学部教授併任）
- 1965年：大阪大学経済学部附属社会経済研究施設（現・社会経済研究所）教授・施設長
- 1966年：大阪大学社会経済研究所所長（初代、1969年まで）
- 1972年：国際基督教大学教授（1984年まで）

学外における役職
- 理論計量経済学会（現・日本経済学会）会長（第2代、1970年4月から1971年3月まで）
- 財政研究所理事

## 受賞歴・叙勲歴
- 文化功労者（1971年）
- 文化勲章（1971年）
- 勲一等瑞宝章（1981年11月）

## 学問上の態度
東京大学で河合栄治郎に師事。同大学で戦前より近代経済学を研究していた数少ない経済学者。ワルラスとヒックスの理論の日本における先駆的研究者として有名。独自に行なっていたリアプノフ関数を用いた競争均衡の安定性分析と非線形微分方程式を用いた景気循環分析は、後に海外で再評価される。戦後は純粋理論の研究に加え、ときには公害問題を経済学の立場からどう考えるかなども論じつつ、近代経済学の普及と建て直しに多大な貢献をした。

## 著書

### 単著
- 『均衡分析の基本問題』岩波書店　1955年
- 『安井琢磨著作集』全3巻　創文社　1970－71年
- 『経済学とその周辺』木鐸社　1979年
- 『近代経済学と私　安井琢磨対談集』木鐸社　1980年

### 共編著
- 『近代経済学講義』熊谷尚夫,西山千明共編　創文社　1964年
- 『ケインズ以後の経済学』編 日本経済新聞社 1967年
- 『現代経済学』青山秀夫共編　日本経済新聞社　1968年
- 『近代経済学の理論構造』熊谷尚夫・福岡正夫共著 筑摩書房、1974年

### 訳書
- 『シュムペーター理論経済学の本質と主要内容』木村健康共訳　日本評論社　1936年
- カール・メンガー『国民経済学原理』日本評論社　1937年
- ジョン・ヒックス『価値と資本』熊谷尚夫共訳　岩波書店　1951年、のち文庫
- O.ランゲ『価格伸縮性と雇傭』福岡正夫共訳　東洋経済新報社　1953年
- R.G.D.アレン『数理経済学』木村健康共監訳　紀伊国屋書店　1958年
- ドーフマン,サミュエルソン, ソロー『線型計画と経済分析』共訳　岩波書店　1958-59年
- ジョン・ヒックス『資本と成長』福岡正夫共訳　岩波書店　1970年
- D・H・ロバートソン『貨幣』熊谷尚夫共訳　岩波現代叢書・岩波書店 1976年
- ジャッフェ『ワルラス経済学の誕生』福岡正夫共編訳　日本経済新聞社　1977年
- カール・ショースキー『世紀末ウィーン　政治と文化』岩波書店　1983年